# Reinata Sadimba
Reinata Sadimba ComIH (Mueda, 1945) é uma ceramista moçambicana que tem exposto o seu trabalho em várias instituições de arte ao redor do mundo.

## Percurso
Reinata recebeu uma educação tradicional da etnia Makonde que incluía a fabricação de objectos utilitários em barro. Aprendeu a arte de ceramista com a sua mãe, primeiro para alimentar a sua família depois de perder o seu pai muito jovem e mais tarde porque a argila lhe permitia 'dizer coisas que não sabia contar de outra maneira'.
O trabalho de Reinata é muito determinado pelas suas experiências pessoais. Casada jovem e divorciada duas vezes, teve oito filhos, sendo que apenas um sobreviveu.  Tem a cara tatuada, segundo as tradições makondes.
Enquanto criava, fazia parte da Frente de Libertação de Moçambique (FRELIMO), uma luta armada contra o governo colonial português que começou em 1964, pela libertação do país, que possibilitou a sua independência em 1974.
Em 1975, depois de se divorciar e sair de uma relação considerada abusiva, Reinata revolucionou o seu trabalho e passou a acrescentar enfeites próprios às suas obras.
No anos 80 do século passado, colaborou num projecto rural com um casal de suíços, que se haviam instalado perto de Mueda, onde residia. Esta colaboração trouxe mais visibilidade à sua arte. No entanto, na sequência da Guerra Civil (1976-1992), emigrou com o seu único filho para Dar-es-Salaam, na Tanzânia, onde viveu com a sua irmã Josefina. Aqui começou a expor em pequenas salas de arte e mercados artesanais.
O continuado apoio do casal de amigos suíços permitiu-lhe alcançar estabilidade económica para criar segundo a sua própria estética e imaginário. Este apoio à criação impulsionou a sua arte, permitindo-lhe desenvolver novas técnicas e modos de cozedura. A sua estadia na Tanzânia ajudou-a a desenvolver uma estética e representação do corpo humano, criando formas vivas e penetrantes, até criar o seu próprio universo.
Em 1992 regressa a Moçambique e instala-se em Maputo. Aqui, recebe bastante apoio de Augusto Cabral, o então Director do Museu de História Natural de Moçambique, e estabelece o seu estúdio dentro do próprio museu. Em 1998 realizou-se no museu uma semana de ensino sobre cerâmica tradicional, na qual o trabalho de Reinata foi destacado. 
Nas suas peças, Reinata usa argila, pela sua maleabilidade, e calcário branco e grafite, que lhe conferem uma cor verde característica da sua obra. Cria jarras, potes e panelas e outro tipo de peças com formas antropomórficas, com corpo e rosto e com escarificações ou marcas culturais da etnia Makonde. As suas peças têm várias mensagens subjacentes: "dois jarros emergem de um jarro, num vaso a cobra ou nyoka recria a vida e a morte que envolvem uma pessoa, as panelas têm várias bocas e pernas e as figuras que geralmente aparecem sem sexo estão a defecar". As figuras que cria estão ligadas aos contos e lendas da sua província. 

## Obra

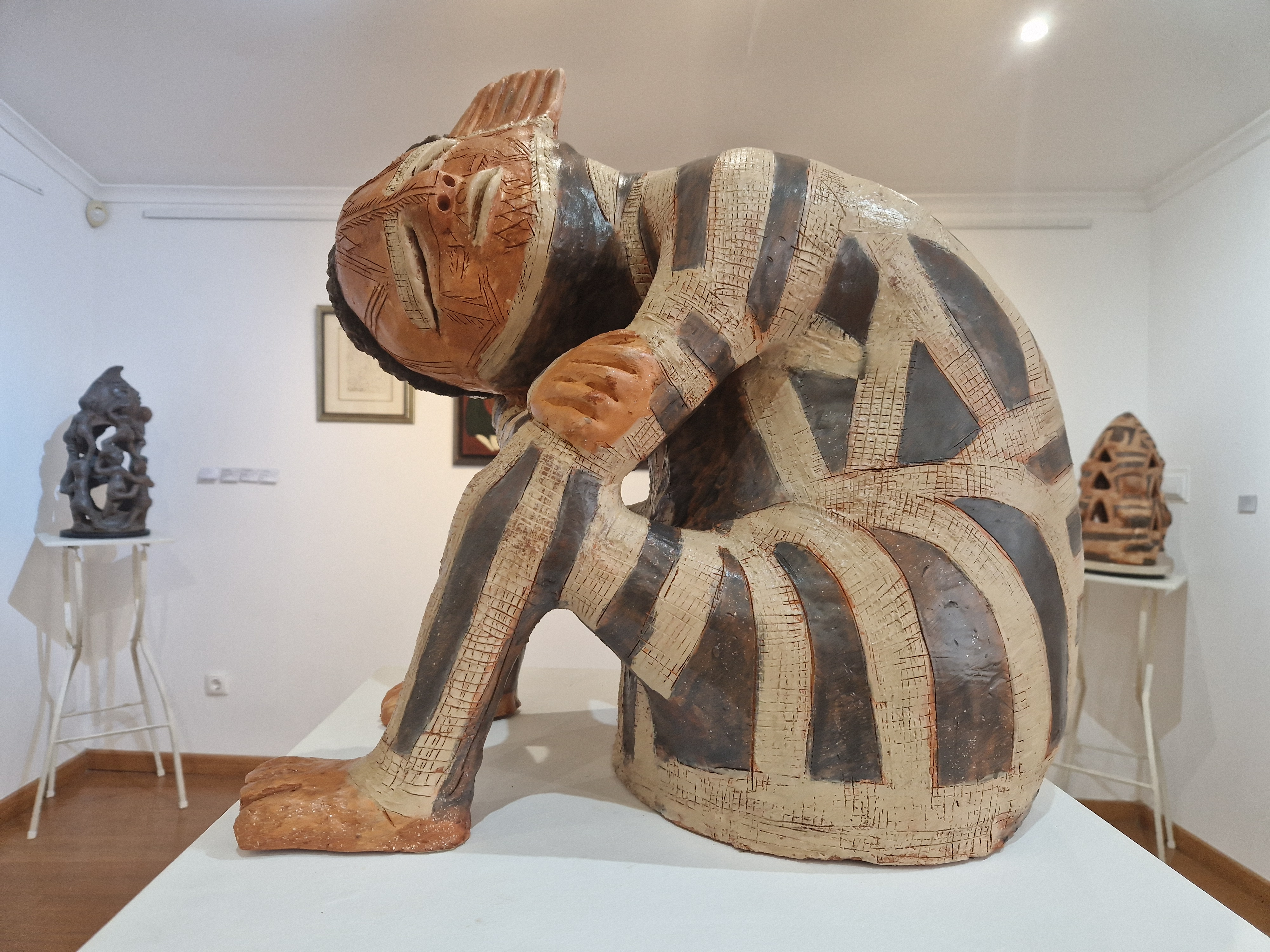
"Sem Título". Obra de Reinata Sadimba e Samuel Muankongue (2023). Cerâmica om grafite e cal. Perve Galeria (Lisboa).

As peças de Reinata inspiram-se em desenhos e espíritos da etnia Makonde e representam aspectos como a feminilidade, a maternidade ou o parto. Reinata é conhecida por fabricar peças muito rapidamente:
- 2007

Studio Brescia, Ospitaletto (Itália)
- 2006

Castel dell’Ovo, Nápoles (Itália)
- 2004

Basileia (Suíça)
Mais a Sul Culturgest, Lisboa (Portugal)
Da Convergência dos Rios, Perve Galeria, Lisboa (Portugal)
Fragile Terra di Mozambico Botteghe della Solidarietà, Milão (Itália)
Perve Galeria, Lisboa (Portugal)
- 2003

Acervo 02 / Mostra de Arte Contemporânea Perve Galeria e Parque da Saúde, Lisboa (Portugal)
Porto Arte 2ª Feira de Arte Contemporânea do Porto (Portugal)
Latitudes 2003 Hôtel de Ville de Paris, Paris (França)
- 2002

Galeria Perve Acervo / Ed. Banco de Portugal, Leiria (Portugal)
Sulcos (roxos) do olhar – lusofonia no feminino Perve Galeria, Lisboa (Portugal)
Arte Contemporânea de Moçambique Galeria de Arte da Cervejaria Trindade, Lisboa (Portugal)
- 2001

Regine d’Africa Rocca di Umbertide, Perugia (Itália)
Maninguemente Ser Perve Galeria, Lisboa (Portugal)
Sur-Sensus Perve Galeria, Lisboa (Portugal)
- 2000

Olhos do Mundo Perve Galeria, Lisboa (Portugal)
Progress of the World’s Women exposição comissionada por UNIFEM, Nova Iorque (EUA)
- 1998

Expo 98 Lisboa (Portugal)
Museu de arte Nacional, Maputo (Moçambique)
- 1997

Museu de Arte Nacional, Maputo (Moçambique) e Lisboa (Portugal)
- 1996

Museu de Arte Nacional, Maputo (Moçambique) e Dinamarca
- 1995

Bienal de Joanesburgo, Joanesburgo (África do Sul)
Bienal da TDM, Maputo (Moçambique)
- 1992-4

Museu de Arte Nacional, Maputo (Moçambique)

## Reconhecimento
Reinata já expôs em várias partes do mundo, principalmente em Itália e Portugal e tem os seus trabalhos representados em várias instituições de arte, entre elas o Museu Nacional de Arte de Maputo, o Museu Nacional de Etnologia (Lisboa) e a Colecção de Arte Moderna da Culturgest, além de numerosas coleções privadas.
Em 2014 foi convidada pela Vista Alegre para desenvolver uma peça, intitulada Nhoca Makonde, para a sua coleção Evoq.
A 19 de março de 2022, foi agraciada com o grau de Comendador da Ordem do Infante D. Henrique, de Portugal.